# Rivière Malbaie
Der Rivière Malbaie ist ein etwa 170 km langer Fluss in der kanadischen Provinz Québec.

## Flusslauf
Der Fluss hat seinen Ursprung im See Lac Gamache, im Réserve faunique des Laurentides gelegen, 80 km nördlich der Provinzhauptstadt Québec. Von dort fließt er in nordöstlicher Richtung und durchfließt dabei den Lac Malbaie. Später wendet er sich nach Südosten. Dieses Mittelstück des Flusslaufs, in welchem er sich durch eine Mittelgebirgslandschaft schneidet, wird seit dem Jahr 2000 von dem Parc national des Hautes-Gorges-de-la-Rivière-Malbaie geschützt. 120 km nordöstlich von Québec mündet der Fluss bei La Malbaie schließlich in den Sankt-Lorenz-Strom. Das Einzugsgebiet umfasst 1849 km². Bei Flusskilometer 56 wird der Rivière Malbaie von dem Wehr Barrage Des Erables (⊙) aufgestaut.

## Hydrometrie
Bei Clermont (⊙), 8,5 km oberhalb der Mündung, befindet sich der Abflusspegel 02PF001. Der gemessene mittlere Abfluss (MQ) an dieser Stelle betrug für den Messzeitraum 1967–2021 35,3 m³/s. Das zugehörige Einzugsgebiet beträgt 1700 km².
Im folgenden Schaubild werden die mittleren monatlichen Abflüsse des Rivière Malbaie am Pegel 02PF001 für die Messperiode 1967–2021 in m³/s dargestellt.